# 華誼騰訊娛樂
華誼騰訊娛樂有限公司，簡稱華誼騰訊娛樂（英語：Huayi Tencent Entertainment Company Limited，港交所：0419），為一家結合文化及娛樂的新媒體業務公司，透過投資及製作具質素的電影、動畫、電視劇等内容，及對國際化的娛樂公司進行併購和資源整合，搭建一個集內容製作及線上線下娛樂渠道的綜合平台。目前，華誼騰訊娛樂的控股股東為華誼兄弟（SZSE：300027）及騰訊（HKSE：00700）。
透過華誼騰訊娛樂之控股股東華誼兄弟及騰訊在内容及新媒體業務的豐富資源，華誼騰訊娛樂積極把握國際範圍內的投資機會，例如投資荷里活及韓國的製作項目。於2016年3月23日，集團公佈擬收購韓國知名娛樂及經紀公司HB Entertainment。針對荷里活憑藉著中國元素和文化製作動畫的成功，華誼騰訊娛樂投資多個電影動畫製作項目，包括透過獅門娛樂（NYSE:LGF）於2017年2月在北美發行的3D動畫《搖滾藏獒》。
總部位於香港金鐘道89號力寶中心第2座9樓908室。董事會主席為王中軍。

## 連結
- huayitencent.com （页面存档备份，存于）